# Mimi Wikstedt
Mimi Wikstedt (30 aprile 1954 – Båstad, 9 giugno 2019) è stata una tennista svedese.

## Carriera
In carriera ha vinto due titoli di doppio, lo Swedish Open nel 1976, in coppia con la colombiana María-Isabel Fernández de Soto, e il WTA Austrian Open sempre nello stesso anno, in coppia con la connazionale Helena Anliot. Nei tornei del Grande Slam ha ottenuto il suo miglior risultato raggiungendo i quarti di finale di doppio a Wimbledon nel 1977 e agli Australian Open nel 1979, e di doppio misto a Wimbledon nel 1975.
In Fed Cup ha giocato un totale di 21 partite, ottenendo 11 vittorie e 10 sconfitte.

## Statistiche

### Doppio

#### Vittorie (2)
| Numero | Anno           | Torneo                       | Superficie  | Compagna                       | Avversarie in finale                | Punteggio     |
| 1.     | 11 luglio 1976 | Swedish Open, Båstad         |             | María-Isabel Fernández de Soto | Lesley Hunt Renáta Tomanová         | 6-1, 7-6      |
| 2.     | 18 luglio 1976 | WTA Austrian Open, Kitzbühel | Terra rossa | Helena Anliot                  | Katja Ebbinghaus Heidi Eisterlehner | 6–4, 2–6, 7–5 |

### Doppio

#### Finali perse (1)
| Numero | Anno           | Torneo               | Superficie | Compagna     | Avversarie in finale       | Punteggio     |
| 1.     | 19 agosto 1979 | Canada Open, Toronto | Cemento    | Chris O'Neil | Lea Antonoplis Diane Evers | 6-2, 1-6, 3-6 |